# Конопница (гмина, Велюньский повет)
Конопница (пол. Konopnica)) — сельская гмина (волость) в Польше, входит как административная единица в Велюньский повет, Лодзинское воеводство. Население — 3957 человек (на 2004 год).

## Сельские округа
1. Анелин
2. Бембнув
3. Глухув
4. Камык
5. Конопница
6. Мала-Весь
7. Пяски
8. Рыхлоцице
9. Сабинув
10. Стробин
11. Шинкелюв
12. Вроньско

## Соседние гмины
1. Гмина Буженин
2. Гмина Осьякув
3. Гмина Острувек
4. Гмина Русец
5. Гмина Видава
6. Гмина Злочев